# Žubrovka
Žubrovka ali po poljsko Żubrówka , je blagovna znamka tradicionalne poljske suhe vodke z dodatkom naravnih arom trave Hierochloe odorata. Ime je dobila po zobru, ker so to vrsto vodke začeli izdelovati blizu narodnega parka Bialowieza, kjer prosto živijo zobri.

## Zgodovina
Izdelava te vodke verjetno sega v osmo stoletje, ko so vodki dodajali zelišča, da bi dosegli zdravilne učinke. Do 16. stoletja je bilo na Poljskem znanih do 72 različnih vrst zeliščnih vodk. Žubrovka je postala posebej priljubljena po letu 1569 (začetek Poljsko Litvanske zveze), ko so plemiči odhajali na lov v Beloveško puščo, ki je nekakšna domovina te vodke. V 17. stoletju pa so žubrovko prvič začeli množično proizvajati v Baczewski destilarni v Lvovu.
V komunističnih časih je bila ta vodka zelo donosen izvozni proizvod Poljske, ki so ga izvažali po celotnem svetu. V tem času so to vodko proizvajali v državni destilarni Polmos-Bialystok, ki je tudi po propadu komunizma ostala v državni lasti. Poljaki smatrajo to vodko za poljsko in bi bila prodaje te blagovne znamke tujcem smatrana kot izdaja. Večino ostalih destilaren je poljska vlada privatizirala in jih mnogo prodala tujcem.
Poljska je v pogajanjih za vstop v EU dosegla zaščito žubrovke, ki se zato lahko proizvaja samo na Poljskem s sestavinami iz Poljske.

## Proizvodnja
Tako kot pri vseh vodkah je osnova za izdelavo žito, ki se po fermentaciji destilira, pri čemer nastane vodka s 40% alkohola. To surovo vodko odišavijo z dodatkom dveh kilogramov trave Hierochloe odorata, ki da vodki rumentasto barvo in sladkobno aromo. V vsako steklenico kot dekoracijo dodajo tudi en list te trave.
V nekaterih državah je prodaja te vodke omejena, ker zaradi dodatka trave vsebuje kumarin, ki lahko v velikih količinah povzroči zdravstvene težava. 